# قله آزادی (تاجیکستان)
قلۀ آزادی (به تاجیکی لاتین: Ozodi) که تا سال ۲۰۲۰ به نام کورژنوسکایا (به روسی: Пик Корженевской) نامیده می‌شد، سومین قلۀ بلند در کوه‌های پامیر در تاجیکستان است. این قله یکی از پنج قله‌ای است که در منطقهٔ اتحاد جماهیر شوروی قرار دارد و به پلنگ برفی موسوم‌اند. نام این قله همنام با اِوِگنیا کورژنفسکایا، همسر جغرافی‌دان روسی، نیکولای کورژنفسکایا است که در آگوست ۱۹۱۰م این قله را کشف کرد.
کورژنفسکایا در جریان ترجمه و ورود به زبان‌های گوناگون به اشکال مختلفی از جمله کورژنیفسکای، کورژنوسکوی و … تلفظ می‌شود.
در راستای سیاست های شووینیستی دولت مرکزی تاجیکستان برای گسترش فرهنگ و زبان تاجیکی در کشور، نام این قله به آزادی تغییر نام پیدا کرده است.

## موقعیت
قلۀ کورژنفسکایا در حدود ۱۳ کیلومتری جنوب قلهٔ اسماعیل سامانی که پیشتر قلهٔ کمونیسم نام داشت قرار دارد و بلندترین قلهٔ منطقهٔ پامیر است. این قله در انتهای یال شمال‌غربی رشته‌کوه آکادمی علوم و در مسیر شمال به جنوب مرکز پامیر واقع شده‌است. قله بر روی ساحل جنوبی رودخانۀ مغ‌سو افراشته‌است و در غرب قله، یخچال فورته‌بک (Fortambek) قرار دارد. با اینکه بیشتر رشته‌کوه آکادمی علوم در ولایت مختار کوهستان بدخشان در کشور تاجیکستان است، اما کورژنوسکایا کمی به سمت غرب مرز ولایت بدخشان قرار دارد و در واقع در محدودهٔ جرگه‌تال که تابعیت جمهوری دارد واقع شده‌است.

## ویژگی‌های قابل توجه
کورژنوسکایا (با احتساب قلهٔ خان تنگری با ارتفاع ۶٬۹۹۵ متر) یکی از پنج قلهٔ بالای ۷٬۰۰۰ متر منطقهٔ شوروی پیشین است که کوهنوردان برای تصاحب جایزۀ پلنگ برفی باید آن را صعود می‌کردند. این عنوان پر افتخارترین عنوان کوهنوردی در منطقهٔ شوروی و آسیای مرکزی است. گفته می‌شود که این قله دومین قلهٔ آسان این مجموعه پس از قلۀ ابن سینا است.